# Галябарда, Степан Петрович
Степа́н Петро́вич Галяба́рда (*2 декабря 1951, Суходол, Тернопольской области) — украинский поэт, заслуженный деятель искусств Украины (1996).

## Биография
Степан Петрович Галябарда родился 2 декабря 1951 г. в селе Суходол, Гусятинский район Тернопольской области.
Окончил филологический факультет Черновицкого университета в 1973 году.
Работал в прессе, был на общественной работе, работал главным редактором радиостанции «Молода гвардія», директором первой на Украине независимой коммерческой радиостанции «Радио Roks» в Киеве.
В 1991 г. был выпущен сборник его стихотворений «Не поверну човен» («Не верну лодку»), состоящий из двух разделов: «Біль України» и «Не поверну човен».
В 1997 г. в тернопольском издательстве «Збруч» вышел второй сборник стихотворений «Догорає калина». В него вошли, в частности, песни, написанные им в сотрудничестве с композиторами — Олегом Слободенко, Остапом Гавришем, Александром Злотником, Олегом Марцинковским и другими. В отдельный раздел вошёл шоу-спектакль «Я — Роксолана». Является автором популярной песни «Степане, Степане, за що тебе вбито», посвящённой Степану Бандере (музыка и исполнение — Василий Дунец). В последнее время активно сотрудничает с композитоором Василием Волощуком.
В книге Сергея Жадана «Депеш Мод» Степан Галябарда упоминается как «хор монгольских милиционеров», а его имя упоминается во множественном числе.
Награждён орденом «За заслуги» ІІІ степени.